# Редьківська сільська рада
Ре́дьківська сільська́ ра́да — орган місцевого самоврядування у Чернігівському районі Чернігівської області. Адміністративний центр — село Редьківка.

## Загальні відомості
Редьківська сільська рада утворена в 1993 році.
- Територія ради: 1,47 км²
- Населення ради: 385 осіб (станом на 2001 рік)

## Населені пункти
Сільській раді підпорядковані населені пункти:
- с. Редьківка

## Склад ради
Рада складається з 14 депутатів та голови.
- Голова ради: Литвин Валентина Петрівна

### Керівний склад попередніх скликань
| ПІБ                            | Основні відомості                                                         | Дата обрання | Дата звільнення |
| ------------------------------ | ------------------------------------------------------------------------- | ------------ | --------------- |
| Войнаровська Тетяна Миколаївна | Сільський голова, 1964 року народження, член Народної партії              | 26.03.2006   | 31.10.2010      |
| Литвин Валентина Петрівна      | Сільський голова, 1963 року народження, освіта вища, член Партії регіонів | 31.10.2010   |                 |

Примітка: таблиця складена за даними джерела

### Депутати
За результатами місцевих виборів 2010 року депутатами ради стали:

#### За суб'єктами висування
| Суб'єкт висування | Кількість обраних депутатів | %    |
| ----------------- | --------------------------- | ---- |
| Самовисування     | 9                           | 64,3 |
| Партія регіонів   | 5                           | 35,7 |

#### За округами
| № округу        | Прізвище, ім'я, по батькові   | Дата визнання обраним | Освіта  | Партійна приналежність | Відомості про обраного депутата           |
| --------------- | ----------------------------- | --------------------- | ------- | ---------------------- | ----------------------------------------- |
| Партія регіонів |                               |                       |         |                        |                                           |
| 3               | Майстренко Діля Мулахметівна  | 04.11.2010            | вища    | член Партії регіонів   | Редьківська амбулаторя, гол. лікар        |
| 4               | Бабинець Володимир Васильович | 04.11.2010            | вища    | член Партії регіонів   | Редьківский НВК, директор                 |
| 6               | Бовтун Олена Петрівна         | 04.11.2010            | вища    | член Партії регіонів   | Редьківский НВК, педагог                  |
| 7               | Буленок Тетяна Павлівна       | 04.11.2010            | вища    | член Партії регіонів   | Редькіська сільська рада, секретар        |
| 10              | Голота Людмила Миколаївна     | 04.11.2010            | середня | член Партії регіонів   | Редьківська сільська рада, гол. бухгалтер |
| Самовисування   |                               |                       |         |                        |                                           |
| 1               | Шульженко Ірина Вікторівна    | 04.11.2010            | середня | позапартійна           | фізична особа-підприємець                 |
| 2               | Солощенко Валентина Василівна | 04.11.2010            | вища    | позапартійна           | Редьківский НВК, педагог                  |
| 5               | Марченко Юлія Миколаївна      | 04.11.2010            | середня | позапартійна           | Редьківська амбулаторя, медсестра         |
| 8               | Шкурко Любов Василівна        | 04.11.2010            | середня | позапартійна           | Редьківське ВПЗ, начальник                |
| 9               | Масан Валентина Василівна     | 04.11.2010            | середня | позапартійна           | пенсіонер                                 |
| 11              | Іванов Сергій Іванович        | 04.11.2010            | середня | позапартійний          | фізична особа-підприємець                 |
| 12              | Ващенок Світлана Іванівна     | 04.11.2010            | вища    | позапартійна           | фізична особа-підприємець                 |
| 13              | Шкурко Валерій Михайлович     | 04.11.2010            | середня | позапартійний          | Редьківська амбулаторія, водій            |
| 14              | Бовда Володимир Іванович      | 04.11.2010            | середня | позапартійний          | Райсількомунгосп, технік електрик         |